# Centro de Formación de Tropa n.º 2
El Centro de Formación de Tropa nº 2 (CEFOT-2) es un centro de formación militar del Ejército de Tierra de España situado en el Acuartelamiento de Camposoto, en las proximidades de la ciudad de San Fernando (provincia de Cádiz). Es uno de los dos Centros de formación de tropas (soldado, cabo y cabo primero) en España junto con el Centro de Formación de Tropa nº 1, situado en Cáceres. El CEFOT-2 también se ocupa del adiestramiento de los reservistas voluntarios del Ejército de Tierra (oficiales, suboficiales y tropa voluntaria). Los dos CEFOT dependen de la Dirección de Enseñanza, Instrucción, Adiestramiento y Evaluación del MADOC.
Entre las actividades más importantes desarrolladas en el CEFOT-2 destacan:
- La formación General Militar (FFGM) y  Específica (FFE) conforme a los establecido en los planes de estudio de la enseñanza de formación.
- La enseñanza militar básica de los aspirantes a reservista voluntario (ARV) en las categorías de oficial, suboficial y tropa.
- La realización de otros cursos de perfeccionamiento y capacitación.

Para poder alcanzar sus objetivos, el CEFOT-2 cuenta con la siguiente estructura:
1. Jefatura de Dirección
2. Plana Mayor de Dirección (PLMD)
3. Jefatura de Apoyo y Servicios (JAS)
4. Jefatura de Estudios (JES), de la que dependen:
  1. Secretaría de Estudios (SE)
  2. Gabinete de Orientación Educativa (GOE)
  3. Departamento de Instrucción y Adiestramiento (D/I/A)
    1. Batallón de alumnos (BAL)
5. Escuela de Conductores
6. Banda de cornetas y tambores

En el año 1964 se abrieron 18 Centros de Instrucción de Reclutas (CIR), con el objetivo de "reconocer, vestir, instruir y clasificar a los mozos llamados a este CIR, para reubicar a los ya clasificados en la instrucción de especialidades, destinar y conducir, a todos para cumplir el Servicio Militar en el Ejército". Uno de estos centros, con el número 16, se situó en Camposoto (San Fernando) con el objetivo de formar a las unidades destinadas en el Norte de África aunque posteriormente atendió también a otras unidades de la Segunda Región Militar. Con la reorganización de las regiones militares, iniciada en el año 1984, la unidad pasó a depender de la Región Militar Sur. Junto a la reducción del número de las regiones militares, también se cerraron algunos CIR. El CIR n.º 16 pasó a ser el n.º 8 y, en 1985, cambió de nuevo su denominación pasando a CIR "Sur", al ser el único que permaneció abierto en esta región militar. Permaneció en activo hasta 1991, cuando quedó disuelto a raíz de una reforma del sistema de instrucción, siendo sustituido por el Núcleo de Instrucción de Reclutas (NIR D-1). En 1996, como resultado de la  reorganización del Ejército de Tierra de 1994 (Plan NORTE) se estableció en San Fernando el Centro de Instrucción y Movilización n.º 2, CIM-2 (CIMOV-2 desde el 27 de septiembre de aquel año). Dos años después, con la desaparición del servicio militar obligatorio en España, el CIMOV-2 se convirtió en centro de formación de aspirantes que desearan ingresar en la Tropa Profesional. Ese mismo año a la unidad se le concedió el uso de la Enseña Nacional, en su modalidad de bandera. En 2001, el CIMOV-2 pasó a depender de la Dirección de Enseñanza, Instrucción, Adiestramiento y Evaluación del MADOC y tres años más tarde comenzó a formar a los aspirantes a reservista voluntario en todas sus categorías (oficial, suboficial y tropa). En 2010, el centro recibió su actual denominación "Centro de Formación de Tropa" n.º 2 (CFOR-2), recibiendo otra bandera con la nueva denominación que comenzó a utilizarse en la Jura celebrada el 6 de mayo de 2011.